# Harmadik bécsi forradalom
A harmadik bécsi forradalom vagy októberi felkelés 1848. október 6-án tört ki Bécsben.

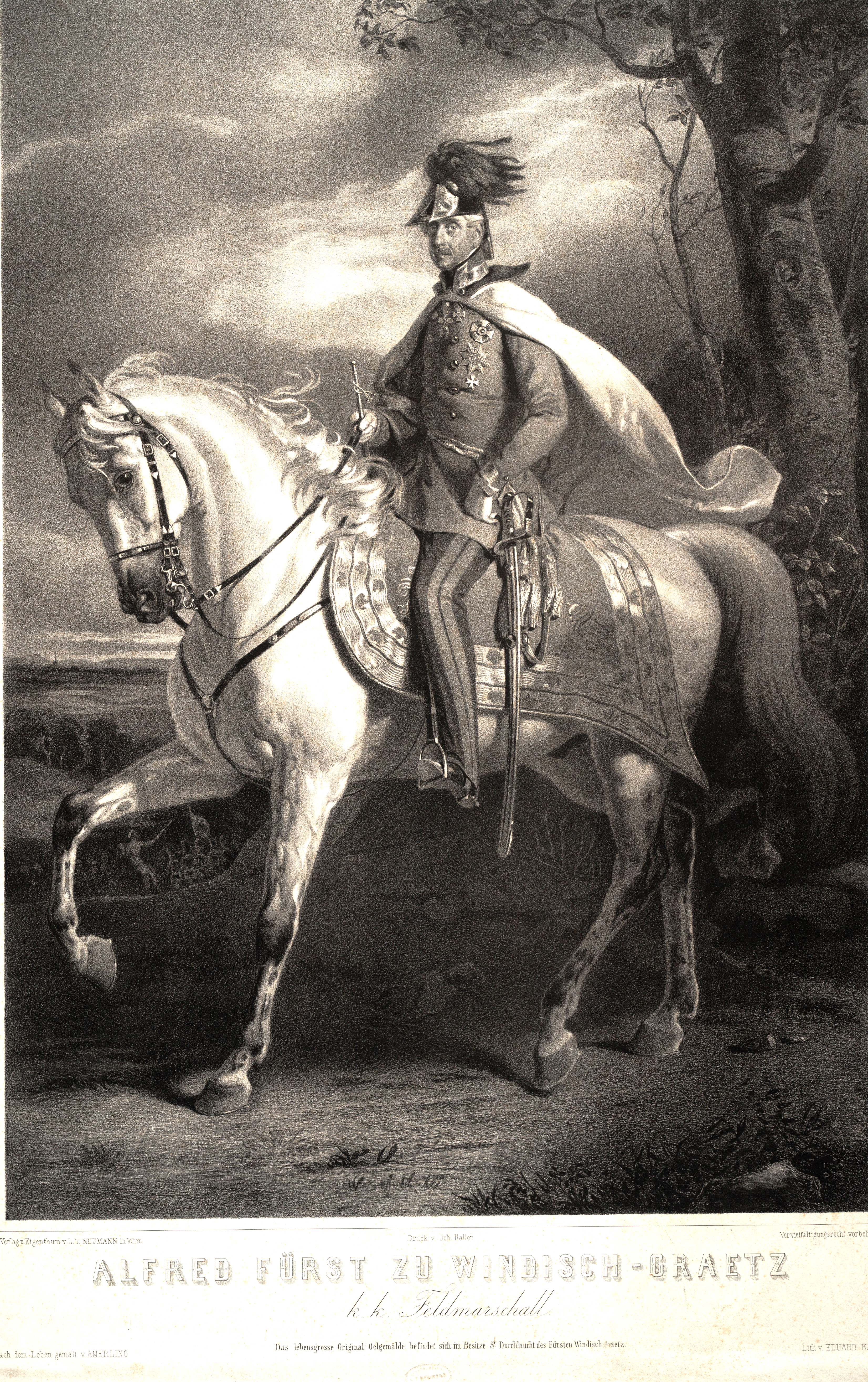
Október 26-án Windisch-Grätz vezetésével a császári csapatok megkezdték Bécs ostromát és 31-ére megszállták a városközpontot

Október 6-án a birodalom csapatai felkészültek a főváros elhagyására, hogy a magyar forradalom leverésére induljanak. A forradalommal szimpatizáló tömeg azonban megpróbálta megakadályozni őket a város elhagyásában, ami utcai összecsapásokat eredményezett. A Tabor-hídnál a felkelők előbb a katonaságot, majd a segítségére siető belvárosi nemzetőrséget is megfutamították. A tömeg megostromolta a hadügyminisztérium épületét és végzett Latour hadügyminiszterrel, holttestét egy lámpaoszlopra akasztották fel.
Ferdinánd császár október 7-én álruhában elmenekült a rebellis városból Olmützbe.
Október 26-án Windisch-Grätz és Josip Jelačić tábornokok vezetésével a császári csapatok megkezdték Bécs ostromát és 31-ére megszállták a városközpontot. A város védelmét Bem József vezette, aki a bukás előtt még el tudott menekülni. A forradalom többi vezetőjét a megtorlás során kivégezték.

## Fordítás
- Ez a szócikk részben vagy egészben  a   Vienna Uprising című angol Wikipédia-szócikk ezen változatának fordításán alapul.  Az eredeti cikk szerkesztőit annak laptörténete sorolja fel. Ez a jelzés csupán a megfogalmazás eredetét és a szerzői jogokat jelzi, nem szolgál a cikkben szereplő információk forrásmegjelöléseként.